# Стародавній караїмський храм (Євпаторія)
Стародавній караїмський храм або стародавній караїмський храм-кенаса — караїмська культова споруда пізнього середньовіччя XVI століття, яка знаходилась на території фасадного жилого будинку в місті Євпаторія. Кенаса випадково відкрита в квітні 2009 року. Дослідження продовжуються.

## Знахідка
Відомості про існування ще одного храму на території Євпаторії відомі історикам раніше. Проте, до середини квітня 2009 року знаходження храму невідоме. Під час реставраційних робіт фасаду звичайного жилого будинку в місті Євпаторії у середині квітня 2009 року було повідомлено про знахідку фрагментів культової споруди невідомого їм часу. Під час прибуття археологів та сходознавців робота будівельників зупинена .
|                                               | Робочі відбивали шпаклівку та побачили дивний малюнок. Я прийшов на місце, що дійсно — кам'яне зображення речей, які я бачив в кенаса. Які один-до-одного такі ж, як в кенаса. Бачаться кипарисоньки, гранатове дерево, солярні знаки… Та виникло припущення, що це вхід в стародавню кенаса. |
| — Костянтин Батозський, любитель старовини, . | |

Спеціалісти прийшли до висновків, що знайдені фрагменти культової споруди відносяться до караїмського храму-кенаси. Від стародавнього храму збережені давні двері, дерев'яні склепіння та низький арочний вхід з вулиці. Храм виявився напівпідземним. За припущенням археологів він знищений у XVIII столітті, а потім на його місці звели будинок, де станом на 2009 рік живе 8 родин. Науковці висловили думку про датування кенеса XVI—XVII століттями. До серпня 2009 року відбувались розкопки на цій ділянці .
|                           | В поєднані всіх факторів інші конфесії не можуть претендувати, тому що знизу три солярних кола, на яких вписано шостикутову квітку — це знову-таки нариш — гранат. Всі інші його не зображають так. Вони по іншому його орнаментують та орнамент «плітка» доречна не вірменам, не євреям, не кримчакам, не мусульманським храмам, — вона ріже застосовується. Вона частіше застосовується в караїмських храмах. |
| — Павло Хорошко, історик, | |

Караїмський стародавній храм робить Євпаторію унікальним містом, де знаходиться одразу три караїмські храми-кенаси..
|                                                       | Якби ця знахідка класифікувалась як караїмський храм, то Євпаторія стане єдиним у світі містом, яке має 3 храми кримських караїмів. У згадках було, що в Солхаті (нині Старий Крим) було 3 храми, але там не знайдено жодного. |
| — Сергій Сінані, голова караїмської спілки Євпаторії, | |